# Quint Ogulni
Quint Ogulni (en llatí: Quintus Ogulnius) va ser un magistrat romà. Formava part de la gens Ogúlnia, una família romana d'origen plebeu.
Va ser tribú de la plebs l'any 300 aC i juntament amb el seu germà Gneu Ogulni va proposar la llei Ogúlnia, per la qual el nombre de pontífexs s'incrementava de 4 a 8 i el d'àugurs de 4 a 9. per la mateixa llei, 4 dels pontífexs i 5 dels àugurs havien de ser plebeus. Per damunt dels 8 pontífexs es creu que hi havia el pontífex màxim, que normalment no s'inclou en el nombre de pontífex, i que va ser d'origen patrici fins a l'any 254 aC quan el plebeu Tiberi Coruncani va assolir el càrrec per primer cop.
Quint Ogulni va ser edil curul l'any 296 aC, altre cop amb el seu germà i van perseguir diverses persones acusades de violar les lleis de la usura. Amb les multes van fer alguns treballs públics. L'any 294 aC va ser enviat al front d'una ambaixada a Epidaure, per portar a Roma una estàtua d'Esculapi que se suposava podia ajudar a combatre una plaga que afectava a la ciutat de Roma des de feia dos anys. La llegenda diu que quan va arribar a Epidaure, Esculapi, en forma de serp gegant, va sortir del temple i es va instal·lar a la llitera d'Ogulni.
L'any 273 aC va ser un dels tres ambaixadors que el senat va enviar davant de Ptolemeu II Filadelf, que buscava l'amistat dels romans després de la victòria d'aquestos sobre Pirros de l'Epir. Els tres ambaixadors van ser rebuts amb tots els honors a la cort egípcia i van ser omplerts de regals que es van veure obligats a acceptar. Els obsequis que van rebre els van dipositar a l'erari públic romà però el senat va decidir que se'ls havien de quedar.